# 虹渝高架路
虹渝高架路，位于上海市七莘路，南面连接沪渝高速，北面直通建虹高架，是虹桥综合交通枢纽的配套工程。

## 设施
- 虹渝立交，仅限东向北、北向东。
- 高虹路匝道，仅限南向北上匝道、北向南下匝道。
- 温虹路匝道，仅限南向北下匝道、北向南上匝道。
- 机场出租车蓄车场互通。
- 虹桥2号航站楼匝道。
- 直通建虹高架通道。